# Fritz Prinzhorn
Fritz Adolf Albert Prinzhorn (* 15. Oktober 1893 in Berlin; † 21. August 1967 in Bonn) war ein deutscher Bibliothekar. Neben Hugo Andres Krüß gehörte er zu den wichtigen Vertretern der deutschen Dokumentationsbewegung, zu deren bibliothekswissenschaftlicher Richtung er zu rechnen ist. Er beschäftigte sich mit Methoden der Standardisierung und der inhaltlichen Erschließung von Literatur. Neben einem Schwerpunkt auf technischer Zeitschriftenliteratur übertrug Prinzhorn seine Kategorien auf eine zunehmend politisierte Landeskunde und erarbeitete Regionalbibliographien zum Schrifttum osteuropäischer Staaten. Als überzeugter Nationalsozialist arbeitete er dabei auch mit Organisationen und Dienststellen des Reichssicherheitshauptamtes zusammen, wobei seine genauen Verbindungen zur SS bislang unklar geblieben sind. Nach dem Zweiten Weltkrieg konnte Prinzhorn in der Bundesrepublik Deutschland wieder in den Bibliotheksdienst eintreten und war ab 1955 Direktor der Bibliothek des Auswärtigen Amtes.

## Leben
Prinzhorn, dessen Vater Lehrer war, studierte Mathematik, Naturwissenschaften, Philosophie und Geographie an den Universitäten Jena und Berlin. 1918 promovierte er in Jena über Die Haut und die Rückbildung der Haare beim Nackthunde zum Dr. phil. in Zoologie. Im Oktober 1919 legte er das Staatsexamen ab und trat anschließend als Volontär der Staatsbibliothek Berlin in den Bibliotheksdienst ein. Er legte 1921 die Fachprüfung zum Assessor ab und wurde 1925 als planmäßiger Bibliothekar an der Berliner Hochschulbibliothek angestellt. 1926 zum Bibliotheksrat befördert, war er mit der Bearbeitung der Internationalen Bibliographie der Anatomie befasst. Prinzhorn wurde 1927 beurlaubt, um kommissarisch die Bibliothek der Technischen Hochschule Berlin zu verwalten. 1929 übernahm er die Direktion der Bibliothek der TH Danzig, wo er ab 1932 auch einen Lehrauftrag für Bibliothekswissenschaften wahrnahm.
Zum 1. Mai 1933 trat Prinzhorn der NSDAP bei (Mitgliedsnummer 2.233.447). Er war maßgeblich daran beteiligt, dass der Verein Deutscher Bibliothekare den Bibliothekartag 1934 in Danzig abhielt. Er wurde 1935 Mitglied des Preußischen Beirats für Bibliotheksangelegenheiten. 1937 erhielt er eine außerordentliche Professur für Buchwissenschaft an der TH Danzig. Nach dem Ausscheiden Otto Glaunings übernahm er nach zweijähriger Vakanz 1939 die Leitung der Universitätsbibliothek Leipzig und wurde ordentlicher Honorarprofessor für Bibliothekswissenschaften an der Philologisch-Historischen Abteilung der Philosophischen Fakultät der Universität Leipzig. 1941 wurde er erster Präsident der neu gegründeten Deutschen Gesellschaft für Dokumentation (DGD).
Nach Ende des Krieges verlor Prinzhorn seine Positionen. In der neu gegründeten Bundesrepublik Deutschland konnte er in den Bibliotheksdienst zurückkehren. Er übernahm 1949 den Aufbau der Bibliothek des Auslandskundlichen Instituts in Bremen. 1951 wurde er Leiter und 1955 Direktor der Bibliothek des Auswärtigen Amtes in Bonn. 1967 nahm sich Prinzhorn das Leben.

## Wirken
Als Bibliothekar beschäftigte sich Prinzhorn mit Fragen der Standardisierung und Normierung. 1925 publizierte er gemeinsam mit Fritz Wlach im Auftrag des Ausschusses für Büroorganisation beim Reichskuratorium für Wirtschaftlichkeit die Einheits-ABC-Regeln, die direkter Vorläufer des Sortierstandards DIN 5007 waren. Neben Albert Predeek wird Prinzhorn zu den führenden Vertretern der „Dokumentationsbewegung“ gerechnet. Er saß seit 1927 dem Ausschuss für Zeitschriftengestaltung und später auch dem Ausschuss für Zusammenarbeit von Bibliographien und Referatblättern beim Fachnormenausschuss für Bibliotheks-, Buch- und Zeitschriftenwesen vor und publizierte zu Fragen der Dokumentation und der Bedeutung der Normung von Literaturnachweisen. Unter seiner Leitung wurden an der TH Danzig vor allem technische Zeitschriften durch einen Schlagwortkatalog inhaltlich erschlossen.
Prinzhorn setzte sich für den Nationalsozialismus ein. Auf dem von ihm organisierten Bibliothekartag in Danzig 1934 hielt er das Referat über „Die Aufgaben der Bibliotheken im nationalsozialistischen Deutschland“, in welchem er sich zum Nationalsozialismus und zum politischen Erziehungsauftrag der Bibliotheken bekannte. Er machte sich einen Namen als Herausgeber von Bibliographien zu Osteuropafragen. Bereits ab 1931 gab er die Bibliographie „Danzig-Polen-Korridor und Grenzgebiete“ heraus, die 1939 zur Bibliographie „Deutsche Reichsgaue im Osten, Generalgouvernement“ wurde. 1936 beantragte er bei der Deutschen Forschungsgemeinschaft Mittel für weitere Bibliografien zu „Memel, Ostpreußen, baltische Staaten und Finnland“ und „Böhmisch-mährischer Raum einschließlich Slowakei und ehemalige Karpatho-Ukraine“. 1938 veröffentlichte er eine Bibliographie „Tschechoslowakei und Grenzgebiete“, die ab 1940 als Bibliographie „Reichsgau Sudetenland, Protektorat Böhmen-Mähren“ neu strukturiert wurde.
Die von Prinzhorn mitbegründete DGD beschäftigte sich vor allem mit Fragen der Erschließung und Auswertung der wissenschaftlichen Literatur des feindlichen Auslands im Hinblick auf militärische, technische und wirtschaftliche Anwendungsmöglichkeiten. Die DGD war eng mit staatlichen Institutionen verflochten. Inwieweit Prinzhorn mit dem SD zusammenarbeitete, als Zuträger tätig war oder auch selbst der SS angehörte, ist bislang nicht eindeutig geklärt, erscheint aber als sehr wahrscheinlich. Nach Flachowsky war er ein förderndes Mitglied der SS.
Für das Deutsche Auslandswissenschaftliche Institut unter Franz Six erstellte die Universitätsbibliothek Leipzig unter Prinzhorns Leitung die Europa-Bibliografie und arbeitete insofern mit dem Auslands-SD zusammen. Flachowsky bezeichnet es als eine enge Kooperation mit dem SD.
1939/40 forderte Prinzhorn kurz nach der Besetzung Polens für die Universitätsbibliothek Thorarollen und Kultgegenstände der jüdischen Gemeinde in Krośniewice an. Die Universitätsbibliothek war insofern am systematischen Raub jüdischer Kulturgüter aktiv beteiligt. Dass Prinzhorn als einziger Fachberater die Liste der Bibliotheken und Archive zusammenstellte, welche von den Kommandos des RSHA im September 1941 im Baltikum geplündert wurden, darunter das umfangreiche Archiv des jüdischen Historikers Simon Dubnow, erscheint mehr als wahrscheinlich.

## Schriften
- Die Haut und die Rückbildung der Haare beim Nackthunde <Nr. 6 der Fauna et Anatomia ceylanica>. Fischer, Jena 1921.
- und Fritz Wlach: Einheits-ABC-Regeln. 2. Auflage. Beuth-Verl., Berlin 1926.
- Rationalisierung im Bibliotheks-, Buch- und Zeitschriftenwesen. s.n, Berlin 1928.
- und Heinz Ahlenstiel: Internationale Bibliographie der Anatomie des Menschen und der Wirbeltiere. Jena 1929.
- Internationale Regeln für das Zitieren von Zeitschriften. W. de Gruyter & Co, Berlin 1930.
- Die Gestaltung und Auswertung der Zeitschriften und laufenden Bibliographien. In: Zentralblatt für Bibliothekswesen, Jg. 48, 1931, S. 432–444.
- (Hrsg.): Memelgebiet und Baltische Staaten. [ab Band 3:] u. Finnland. Eine Bibliographie mit bes. Berücks. von Politik u. Wirtschaft. Hrsg. von Fritz Prinzhorn. 1935/1936 mit Nachtr. aus d. J. 1931/1934. (Kafemann [lt. Mitteilg: Danzig-Langfuhr, Rickertweg 15: Bibl. Dir. Dr.] Fr. Prinzhorn), Danzig 1931–1938.
- (Hrsg.): Danzig-Polen-Korridor und Grenzgebiete. Eine Bibliographie mit besonderer Berücksichtigung von Politik und Wirtschaft 1931 und 1932. Danzig 1932.
- (Hrsg.): Danzig-Polen-Korridor und Grenzgebiete. Eine Bibliographie mit besonderer Berücksichtigung von Politik und Wirtschaft. Bibliothek der Technischen Hochschule, Danzig 1933–1941.
- Die Aufgaben der Bibliotheken im nationalsozialistischen Deutschland. [Vortrag, gehalten am 25. Mai 1934 auf einer öffentlichen Kundgebung des Vereins deutschen Bibliothekare in Danzig]. Eichblatt, Leipzig 1934.
- Das Problem der Dokumentation und die Zusammenarbeit der Fachbibliographien. Harrassowitz, Leipzig 1935.
- Aufbau und Organisation der deutschen Bibliographien u. Berichtsblätter und ihre Zusammenarbeit mit den Bibliotheken. Harrassowitz, Leipzig 1937.
- Stand der Normungs- und Dokumentationsarbeiten in den einzelnen Ländern, insbesondere in Deutschland. Harrassowitz, Leipzig 1938.
- und Manfred Hellmann: Schrifttum über Litauen (1928–1938). Hirzel, Leipzig 1939.
- (Hrsg.) mit Heinrich Jilek (Bearb.): Reichsgau Sudetenland, Reichsprotektorat Böhmen-Mähren. Eine Bibliographie mit besonderer Berücksichtigung von Politik und Wirtschaft. Leipzig 1940.
- (Hrsg.): Europa-Bibliographie. Harrassowitz, Leipzig 1940.
- (Hrsg.): Europa. Bibliographie. In Verbindung mit der Universitäts-Bibliothek Leipzig. Otto Harrassowitz, Leipzig 1941ff.
- (Hrsg.) Deutsche Reichsgaue im Osten und Generalgouvernement Eine Bibliographie mit besonderer Berücksichtigung von Politik und Wirtschaft. (Drück R. Wagner Sohn Weimar), Leipzig 1941.
- Die Entwicklung der Dokumentation auf dem Gebiet der Technik und Wirtschaft in Deutschland. In: Wirtschaftsdienst: Zeitschrift für Wirtschaftspolitik.31, Nr. 2 1951, S. 27–34.
- Katalog der Bibliothek. Bremer Ausschuss für Wirtschaftsforschung. [Bremen]. 1. Januar 1951. (Bearbeiter: F. Prinzhorn.). s.t, Bremen 1951.
- Eigenart und Bedeutung der Parlaments- und Behördenbibliotheken. Dt. Bundestag, Bonn 1961.
- Dokumentation und Buchwissenschaft. Bouvier, Bonn 1964.